# 소피 하이드
소피 하이드(Sophie Hyde)는 오스트레일리아의 영화 감독, 작가, 프로듀서이다.

## 작품 목록
- 52번의 화요일 (2013)
- 애니멀즈 (2019)
- 굿 럭 투 유, 리오 그랜드 (2022)